# Schloss Hochhaus im Mühlviertel

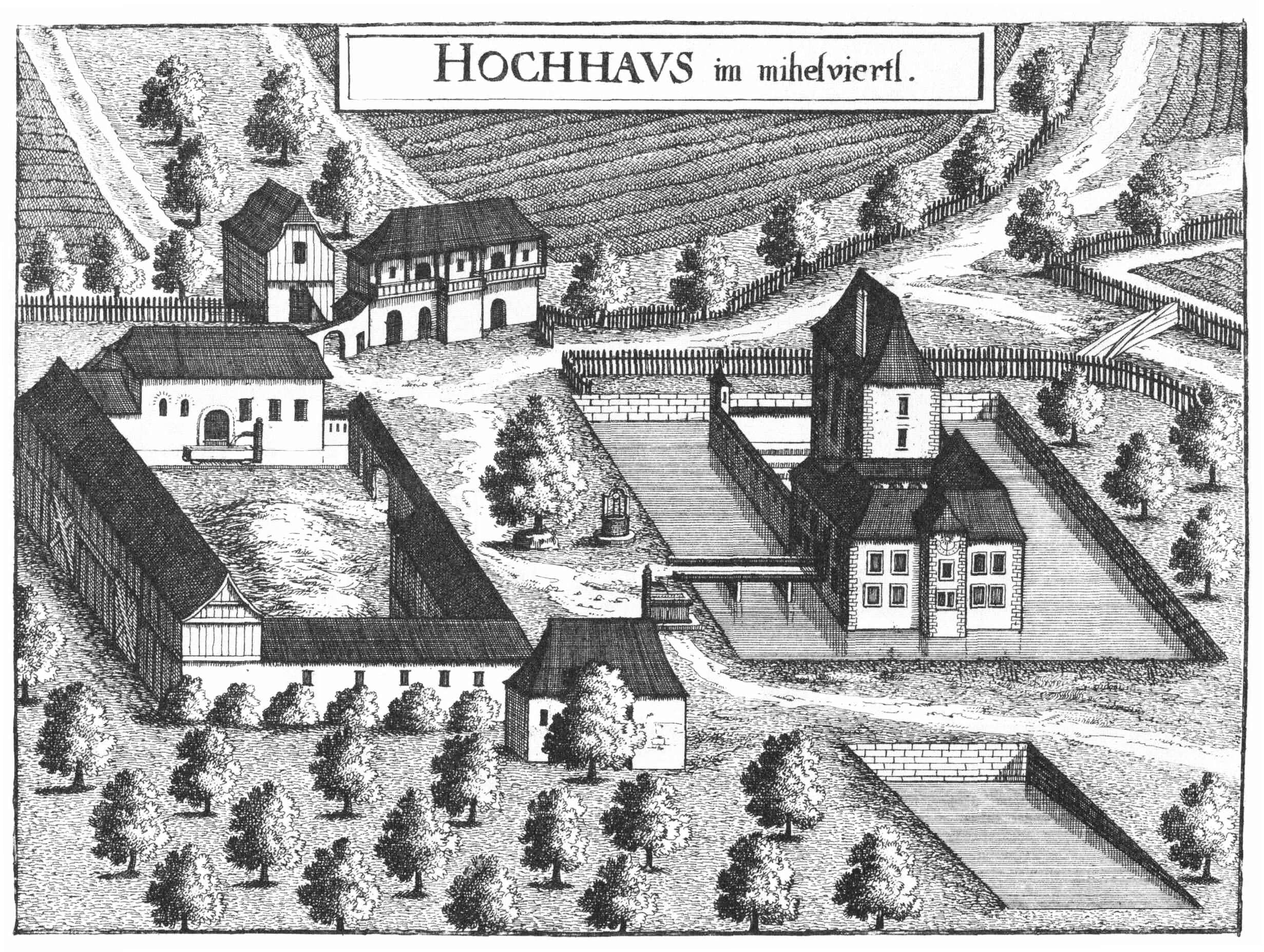
Schloss Hochhaus im Mühlviertel nach einem Stich von Georg Matthäus Vischer von 1674

Das abgegangene Schloss Hochhaus im Mühlviertel lag im Ortsteil Altenhof der Gemeinde Pfarrkirchen im Mühlkreis im Bezirk Rohrbach von Oberösterreich.

## Geschichte
Hochhaus war der Stammsitz der Hörleinsperger (Herleinsperger), die zeitweilig auch auf Weidenholz, Bruck und Niederwesen ansässig waren. Hans Hörleinsberger lebte um 1391. Ulrich Hörleinsberger erwarb Ende des 15. Jahrhunderts das Schloss Hochhaus. Nach dem Tode des Christoph Hörleinsberger 1664 kaufte es Heinrich von Salburg und vereinte die Herrschaft Hochhaus mit Altenhof.
Schloss Hochhaus wurde um 1800 herum baufällig und verfiel. Die Reste des Mauerwerks wurden 1857–1859 und 1870 abgerissen und für den Straßenbau verwendet.

## Baulichkeit von Schloss Hochhaus
Wie auf dem Stich von Georg Matthäus Vischer von 1674 zu sehen ist, war Hochhaus ein Wasserschloss. Eine zweigeschoßige Vierkantanlage wurde dabei von einem viergeschoßigen Turm überragt und von einer Mauer zum umgebenden Teich abgesichert. Eine einfache Brücke führte zu dem Schlossportal. Außerhalb standen ein wehrhafter Meierhof und eine Kapelle. Dieser Meierhof (Hochhaus Nr. 1) besteht heute noch, ebenso ist noch die Hofmühle (Hochhaus Nr. 7) vorhanden. Die Lagestelle des Schlosses ist von einer Wiese bedeckt.